# Ica (província)
Ica é uma província do Peru localizada na região de Ica. Sua capital é a cidade de Ica.

## Distritos da província
- Ica
- La Tinguiña
- Los Aquijes
- Ocucaje
- Pachacutec
- Parcona
- Pueblo Nuevo
- Salas
- San José de Los Molinos
- San Juan Bautista
- Santiago
- Subtanjalla
- Tate
- Yauca del Rosario